# Aphrastobracon ayyari
Aphrastobracon ayyari är en stekelart som beskrevs av Watanabe 1950. Aphrastobracon ayyari ingår i släktet Aphrastobracon och familjen bracksteklar. Inga underarter finns listade i Catalogue of Life.